# Svenska Evangeliska Alliansen
Svenska Evangeliska Alliansen (SEA) är ett samfundsoberoende kristet nätverk och samlingsorganisation för den evangelikala rörelsen i Sverige. Generalsekreterare är Olof Edsinger.
SEA grundades 2001 som en direkt fortsättning av den tidigare Svenska Lausannekommittén. Organisationen vill utveckla och bidra med evangelikal teologi i församlingsarbetet, den teologiska debatten och i samhällsdebatten. SEA står bakom Lausannedeklarationen, vilken bland annat förespråkar en bibeltrogen, mer konservativ, bibelsyn, i motsats till en liberal sådan. I samhällsdebatten har man velat bemöta utmaningen från Humanisterna och argumentera för trovärdigheten i en kristen världsbild i kontrast till den sekulärhumanistiska. Organisationens sex fokusområden är:
- Evangelisk identitet
- Kristen tro och andra religioner
- Mission och evangelisation
- Människovärdet
- Religions-, yttrande- och samvetsfrihet
- Äktenskap och familj.

Medlemskap i SEA är öppet för såväl enskilda som organisationer. Evangelisk Luthersk Mission, Evangeliska Frikyrkan, Frälsningsarmén, och Trosrörelsen är partner till organisationen, liksom ett antal enskilda församlingar och missionsorganisationer.
SEA var initiativtagare till uppropet Bevara äktenskapet som även samlade personligheter som annars inte kallar sig evangelikala, till exempel Jan Myrdal och Paolo Roberto. En annonskampanj i Stockholms tunnelbana ledde till protester från bland annat RFSL, Homo och Miljöpartiet i Stockholm. SEA väckte även uppmärksamhet då de ordnade mejlbombning av Kyrkomötets ledamöter i samband med debatten om äktenskap.
År 2010 startade SEA även Manifest för samvetsfrihet, med tonvikt på att försvara rätten för kristna att leva i enlighet med sitt samvete. Den fråga som manifestet idag kretsar kring är huruvida barnmorskor bör ha rätt att vägra utföra aborter,  med hänvisning till sin kristna tro. Enstaka politiker inom Kristdemokraterna har stött förslaget med samvetsklausuler för vårdpersonal. Det finns dock mycket begränsat stöd från partierna och förslaget har mött starkt motstånd från både Vårdförbundet, Läkarförbundet och RFSU.
År 2021 var SEA med och lanserade en ny allians för internationell mission på Lausannedeklarationens grund, kallad Svenska Evangeliska Missionsalliansen (SEMA).

## Böcker
SEA har en skriftserie vid namn Brytpunkt, där man hittills har gett ut följande titlar:
- Om Jesus och Jonas: Analys av Jonas Gardells bok Om Jesus av Stefan Gustavsson (2009)
- Ecce homo – Se människan! Ett försvar för livet från början till slut av Per Ewert (2010)
- En brännande fråga: Nytt ljus på det yttersta mörkret av Ray Baker (2011)
- Behövs en reformation? Romersk-katolsk och evangelikal teologi i dialog av Per-Axel Sverker (2014)
- När minoriteten tar majoriteten som gisslan: Om identitet och sexualitet i queerteoriernas tidevarv av Olof Edsinger (2015)
- Islam och kristen tro: En granskning och jämförande studie av Omid Pasbakhsh (2017)
- Samförstånd eller klasskamp – väckelserörelsen i mötet med socialismen av Olof Edsinger (2021)

SEA är även medutgivare till följande titlar på andra förlag:
- Insteg: Romarbrevet av Olof Edsinger (med Bibeln idag 2017)
- Insteg: Urhistorien av Olof Edsinger (med Bibeln idag 2017)
- Insteg: Tre i en av Olof Edsinger (med Bibeln idag 2018)
- Välsignat givande av Olof Edsinger (med EFS Budbäraren 2019)
- Bekänna färg: Kyrka och hbtq i en regnbågsfärgad värld av Olof Edsinger och Ray Baker [red] (med Apologia förlag 2019)
- Korset: Meningen med Jesu död av John Stott (med Apologia förlag 2021)

## Internationella relationer
SEA har ett nära samarbete med tre internationella organisationer:
- Europeiska Evangeliska Alliansen (EEA)
- Evangeliska Världsalliansen (WEA)
- Lausannekommittén (LCWE)